# Objectif Reagan
Objectif Reagan est le 66e roman de la série SAS, écrit par Gérard de Villiers et publié en avril 1982 dans la collection Plon (Presses de la Cité). Comme tous les SAS parus au cours des années 1980, le roman a été édité lors de sa publication en France à 100 000 exemplaires.
L'action se déroule courant 1982, d'abord en Suisse (premier tiers du roman) puis à Chypre (reste du roman).
Malko Linge est chargé de découvrir qui veut commettre un attentat contre le président Reagan.

## Personnages principaux

### Américains et alliés
- Malko Linge : héros du roman, Autrichien, agent contractuel de la CIA.
- Elko Krisantem
- Chris Jones et Milton Brabeck : agents spéciaux de la CIA.
- Robert Harriman : chef de l'antenne de la CIA à Chypre.
- John Hence : agent de la CIA.

### Autres personnages
- Mustapha Nidal
- Ira Cornfeld
- Georgi Eof
- Vassili
- Stavros Leptos
- Sylvia Curzio
- Richard Corcoran
- Androula
- Mathias
- Goulandris
- Celik Osman
- Ibrahim El Haya

## Résumé

### Début du roman
À Chypre, alors que John Hence, officier de la CIA, rencontre son informateur Mustapha Nidal, un tueur surgit et les abat tous les deux. L'informateur s'apprêtait à révéler à la CIA les tenants et aboutissants d'un complot visant Ronald Reagan. L'agence de renseignement est sur les nerfs et fait appel à Malko. Le seul indice est l'arme qui a servi à commettre l'attaque contre John Hence et son informateur. 

### Aventures
Malko commence son enquête en Suisse. Il y rencontre Ira Cornfeld, riche héritière passionnée par les armes. Après l'avoir courtisée, elle lui révèle qu'elle doit prochainement rencontrer le marchand d'armes qui lui a vendu l'arme qui avait servi à l'attaque. Malko, qui s'est fait passer auprès d'elle pour un amateur d'armes rares, lui demande de l'avertir quand elle rencontrera son vendeur. Quelques jours après, elle le prévient de l'arrivée, le lendemain, de l'homme. Quand celui-ci se présente le soir chez Ira Cornfeld, il tente de l'assassiner (son but est de ne laisser aucun témoin concernant l'arme). Malko sauve la vie d'Ira de justesse, et le marchand d'armes (Georgi Eof) lui donne des renseignements essentiels. Malko poursuit son enquête à Chypre, dans la partie grecque de l'île. 
Avec l'aide de Mathias, correspondant local de la CIA, et d'Androula, une jeune serveuse de bar qui lui sert d'interprète, Malko découvre le rôle important d'une belle italienne, Sylvia Curzio, qui fait partie de la bande terroriste. Il découvre aussi que le tueur de John Hence et Mustapha Nidal s'appelle Celik Osman, un turc dangereux. La jeune Androula est alors enlevée, et Malko reçoit un ultimatum : ou bien il quitte l'île immédiatement, ou bien Androula sera exécutée. Malko, aidé d'Elko Krisantem, de Chris Jones et de Milton Brabeck, décide une action d'éclat : le petit groupe s'attaque à celui qu'il soupçonne d'être le chef logistique du réseau. De fil en aiguille, Malko débusque trois terroristes dans une planque. Hélas la jeune Androula a été violée puis a été étranglée par Celik Osman, lequel parvient à s'enfuir. Mais Malko fait néanmoins prisonnier Sylvia Curzio, qui manifestement est au courant de toute la vérité. La femme est néanmoins solide comme un roc. 
Non seulement elle ne parle pas, mais au surplus elle tente furieusement de s'échapper de la garde de ses geôliers. Après avoir eu une relation sexuelle avec Malko, elle s'échappe nue du Hilton. Une course-poursuite a lieu et elle est rattrapée et blessée. Plusieurs de ses amis qui tentaient de venir à son aide sont blessés ou tués. Pressé par le temps, Malko tente un plan audacieux. Il fait savoir au compagnon de Sylvia, Richard Corcoran, un ancien de la CIA qui a trahi et qui réside actuellement en Libye, que celle-ci ne sera libérée que si Corcoran vient rencontrer Malko à Chypre. 
L'homme, amoureux fou de Sylvia, obtempère et rencontre Malko. Ce dernier lui révèle que la quasi-totalité du réseau est « tombée » et que Sylvia ne sera libérée qu'en échange d'un « service », faute de quoi elle sera exécutée par Malko dans les jours à venir. Ce « service » consiste à tuer, ou tenter de tuer, le colonel Kadhafi. Richard Corcoran accepte le marché. Quelques jours plus tard, Malko apprend que le colonel Kadhafi a fait l'objet d'une tentative d'assassinat par un Européen. 

### Fin du roman
Malko libère alors Sylvia de l'endroit où elle était maintenue captive : puisque Corcoran a rempli son marché, elle est donc libre. Sylvia souhaite émigrer aux États-Unis et révéler tout ce qu'elle sait sur les opérations subversives dans lesquelles elle a été impliquée, moyennant un visa et de l'argent. La CIA accepte et un vol Chypre-États-Unis est réservé peu après. 
Néanmoins, dans l'aéroport, elle est abattue par Celik Osman, lui-même abattu par les agents de la CIA présents sur place. En définitive, tous les participants du réseau sont morts, et on ne saura jamais quel pays avait organisé ce groupe terroriste. Il s'agit probablement de la Libye du colonel Kadhafi, mais une ultime information communiquée par la CIA à Malko laisse à penser que Kadhafi a pu être manipulé par le KGB.

## Autour du roman
On apprend incidemment dans le chapitre 2 que l'inamovible David Wise, directeur des Opérations spéciales de la CIA depuis le début des aventures de Malko, est atteint d'un cancer incurable et qu'il va bientôt mourir.